# Briltiran
De briltiran (Hymenops perspicillatus) is een zangvogel uit de familie Tyrannidae (tirannen).

## Verspreiding en leefgebied
Deze soort komt voor in het zuiden van Zuid-Amerika en telt twee ondersoorten:
- H. p. perspicillatus: zuidwestelijk Brazilië, Uruguay, Paraguay en noordelijk Argentinië.
- H. p. andinus: centraal Chili en centraal Argentinië.

## Status
De grootte van de populatie is niet gekwantificeerd maar de soort wordt omschreven als vrij algemeen. Op de Rode lijst van de IUCN heeft deze soort de status niet bedreigd.